# ميغ ماكلولين
ميغ ماكلولين (بالإنجليزية: Meg McLaughlin)‏ (20 مارس 1995 في أستراليا - ) هي لاعبة كرة قدم أسترالية في مركز الهجوم. لعبت مع كانبيرا يونايتد وسيدني إف سي ‏.